# 格里戈里·塔拉谢维奇
格里戈里·阿尔卡季耶维奇·塔拉谢维奇（俄语：Григорий Аркадьевич Тарасевич，1995年8月1日—）生于鄂木斯克，是一名俄罗斯男子游泳运动员，主攻仰泳。他出身体育世家，父母都是游泳教练。他在六岁时（一说五岁）开始练习游泳。2013年，他进入美国的路易斯維爾大學修读机械工程学专业，同时开始代表该校参加美国的校际比赛。